# Regatell (Avià)
El Regatell (o Regatell de Baix) és una masia que hi ha al municipi d'Avià, al Baix Berguedà. Està inventariada com a element arquitectònic al mapa de patrimoni de la Generalitat de Catalunya amb el número IPAC 2997 i com a patrimoni immoble amb número 08011/114 al mapa de patrimoni cultural de la Diputació de Barcelona. És una masia del segle xviii i està en mal estat de conservació. Gaudeix de protecció legal al BPU, al POUM d'Avià i al DOGC del 12 de juny de 2011. L'accés per arribar a la masia és difícil.

## Situació geogràfica
La masia de Regatell està situada al voltant de Sobrestrada, a l'extrem nord-oest del municipi d'Avià i accedir-hi és difícil. Està amagada al mig del bosc. A banda de l'anterior, les masies més properes a Regatell són: la caseta de Salvans, Cal Tavella i el molí de Salvans.

## Descripció i característiques
Regatell és una masia orientada a migjorn de tres crugies estructurada en planta baixa i pis coberta a dues aigües amb embigat de fusta, teula àrab i fibrociment (uralita). El parament és a base de grans pedres sense treballar unides amb argamassa. No hi ha gaires obertures i les existents són petites i amb llindes de fusta. Al cos principal s'hi adossa un cobert de la mateixa alçada que al primer pis hi ha un assecador.
El seu carener és perpendicular a la façana, que s'orienta a ponent. A la llinda de fusta de la porta hi ha gravada la data de 1778. A l'esquerra de la casa s'hi va afegir la pallissa. Els murs són fets amb pedres groguenques i les seves cantoneres són fetes de carreus poc elaborats. Al nord de la casa hi ha una petita bassa quadrada que aprofita el desnivell del terreny i que està excavada a la roca. També té un petit safareig blau amagat entre la bardissa al costat sud de la casa. És una casa abandonada i una part del seu mur de darrere i de la seva teulada estan enfonsats.

## Història
El Regatell és una masoveria que pertany a la masia de Can Cardona i que fou construïda el 1778. Segons l'Amillarament de 1856 el seu propietari era José Vilardaga, de Berga, propietari de la masia anteriorment citada. En l'actualitat, la mateixa família n'és la propietària.